# Енрик Мас
Енрик Мас Николау (шп. Enric Mas Nicolau; 7. јануар 1995) шпански је професионални бициклиста који тренутно вози за  ворлд тур тим Мовистар. Трипут је завршио Вуелта а Еспању на другом мјесту и једном на трећем, гдје је такође два пута освојио класификацију за најбољег младог возача, док је по једном освојио Тур оф Гуангси и Ђиро дел’Емилију.

## Каријера
Јуниорску каријеру је почео 2012. док је 2013. године прешао у специјализовану фондацију бившег бициклисте — Алберта Контадора. Професионалну каријеру почео је 2016. у тиму Клејн констанција, док је 2017. прешао у ворлд тур тим Квик-степ флорс и у првој сезони, завршио је Вуелта а Бургос трку на другом мјесту, уз освојену класификацију за најбољег младог возача. Године 2018. завршио је Вуелта ал Паис Баско на шестом мјесту и Тур де Свис на четвртом мјесту, а на обје трке је освојио класификацију за најбољег младог возача. У финишу сезоне, завршио је Вуелта а Еспању на другом мјесту, иза Сајмона Јејтса, уз једну етапну побједу и освојену класификацију за најбољег младог возача.
Године 2019. прешао је у Мовистар. Завршио је Вуелта а Бургос, Вуелта а Каталуњу, Класик Сан Себастијан и Тур де Свис у топ десет, након чега је возио Тур де Франс по први пут и носио је бијелу мајицу, за лидера класификације за најбољег младог возача. У финишу сезоне, освојио је Тур оф Гуангси трку. Године 2020. завршио је и Тур де Франс на петом мјесту, након чега је завршио и Вуелта а Еспању на петом мјесту, уз освојену класификацију за најбољег младог возача по други пут. Године 2021. завршио је Вуелта а ла комунидад Валенсијана трку на другом мјесту, након чега је Тур де Франс завршио на шестом мјесту. На Вуелта а Еспањи, био је лидер тима, заједно са Алехандром Валвердеом и завршио је на другом мјесту, иза Приможа Роглича.
Године 2022. завршио је Вуелта а ла комунидад Валенсијану на четвртом мјесту, док је Вуелта ал Паис Баско завршио на деветом мјесту. На Тур де Франсу, био је на 11 мјесту у генералном пласману након етапе 18, док је прије старта етапе 19 морао да напусти трку због корона вируса. Након Тура, био је лидер тима на Вуелта а Еспањи, коју је завршио на другом мјесту по трећи пут, иза Ремка Евенепула. У финишу сезоне, освојио је Ђиро дел’Емилију, док је Ђиро ди Ломбардију завршио на другом мјесту, иза Тадеја Погачара. Године 2023. био је лидер тима на Тур де Франсу, али је пао на првој етапи заједно са Ричардом Карапазом и морао је да напусти трку, док је у финишу сезоне Вуелта а Еспању завршио на шестом мјесту. Године 2024. возио је Тур де Франс, гдје је рано изгубио вријеме у борби за генерални пласман и завршио је на 19 мјесту, а добио је награду за најагресивнијег возача на једној етапи. У септембру је Вуелта а Еспању завршио на трећем мјесту, што му је био четврти подијум на трци.